# سارة داش
سارة داش (بالإنجليزية: Sarah Dash)‏ هي مغنية أمريكية، ولدت في 18 أغسطس 1945 في ترنتون في الولايات المتحدة.

## وصلات خارجية
- الموقع الرسمي
- سارة داش على موقع IMDb (الإنجليزية)
- سارة داش على موقع ميوزك برينز (الإنجليزية)
- سارة داش على موقع أول ميوزيك (الإنجليزية)
- سارة داش على موقع ديسكوغز (الإنجليزية)
- سارة داش على موقع قاعدة بيانات الفيلم (الإنجليزية)